# Popski's Private Army
Pour les articles homonymes, voir PPA.
La Popski's Private Army (armée privée de Popski), ou PPA (prononcé pee-pee-ay), était une unité du Long Range Desert Group fondée au Caire en 1942 par le major (plus tard lieutenant-colonel) Vladimir Peniakoff, lui-même surnommé Popski.

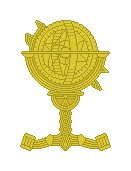
le badge de béret du PPA représente un astrolabe stylisé.

L'armée privée de Popski a opéré au Sahara au cours de la Seconde Guerre mondiale. Elle a aussi servi en Italie avant sa dissolution en septembre 1945.
Elle compta parmi ses membres l'acteur Christopher Lee.

## Sahara

### Les débuts
Au début de la Seconde Guerre mondiale, l'armée britannique au Moyen-Orient a recruté des hommes ayant une expérience de survie et de connaissance du désert nord-africain. Vladimir Peniakoff était un de ces hommes.
Ingénieur et citoyen belge résidant en Égypte, Vladimir Peniakoff s’engagea dans l’armée britannique en 1940, lors de l’invasion de la Belgique par l’armée allemande. Affecté en tant que lieutenant à la "Libyan Arab Force", il gravit rapidement les échelons pour se voir confier la responsabilité d’une unité d’une vingtaine d’hommes :  le «Lybian Arab Force Commando».
Sa mission était de harceler les lignes de communication ennemies, gêner par tous les moyens le ravitaillement normal et régulier des unités de première ligne, et de rechercher des renseignements. Les radio-opérateurs britanniques le surnommèrent «Popski», qui était plus facile pour eux à prononcer que Peniakoff.
Trois groupes de L.R.D.G. furent envoyés sur les arrières de l'ennemi. Alors que deux des groupes, leur mission remplie, se repliaient vers l'Est, Popski et ses hommes restèrent absents cinq mois.
Le groupe de Popski comptait vingt hommes répartis entre cinq véhicules. Leur ravitaillement en eau, vivres, carburant se fit au détriment de l'ennemi. Popski et ses hommes durent abandonner leurs armes anglaises pour utiliser celles volées à l'ennemi afin de pouvoir se ravitailler en munitions.
Lorsque la ligne de front se stabilisa près d'El Alamein, en raison de la difficulté à se mêler aux lignes ennemies, Popski se replia sur les lignes alliées.
L'étonnement fut grand au Quartier Général du Caire : avec le départ de Wavell et l'arrivée de Montgomery, et les mutations de personnel, personne ne se souvenait de la mission confiée des mois plus tôt : Popski et ses hommes avaient été portés officiellement "disparus".

### La P.P.A.
Popski décida d'exposer sa méthode au plus haut niveau. Montgomery ayant entendu parler de la mission et des exploits de cette unité décida d'obtenir un compte rendu de vive voix par Popski lui-même. La création de l'Armée Privée de Popski fut décidée.
En Août 1942, le lieutenant-colonel John «Shan» Hackett, qui coordonnait les opérations en arrière des lignes ennemies, chargea Popski de créer sa propre unité au sein du LRDG : le «No. 1 Demolition Squadron» fut formé, comprenant 23 hommes au total, dont cinq officiers. Comme Popski tardait à trouver un surnom pour son unité, Hackett menaça de l’appeler «Popski’s private army», ce que Popski accepta volontiers.
Popski fit fabriquer les écussons d’épaule «P.P.A.»  au Caire par un tailleur, et les badges de béret en argent par un bijoutier.
Le terme Popski's Private Army est la dénomination officielle de la nouvelle unité créée. Les hommes portent sur le bras un écusson aux trois lettres "P.P.A.". Ses effectifs étaient de vingt-trois hommes, dont cinq officiers. Elle fut équipée de jeeps, récemment conçues par le Special Air Service, équipées de mitrailleuses Vickers K .303 jumelées à l’avant, montées sur une colonne.
Popski et son armée personnelle réalisèrent la mission qui leur était assignée par Montgomery lui-même : détruire les dépôts et ainsi immobiliser les colonnes allemandes ou italiennes qui venaient s'y ravitailler, incendier les véhicules arrêtés ou qu'ils arrêtaient, bloquer les passes, déposer des mines terrestres, couper les lignes téléphoniques, dresser des embuscades.
La P.P.A. pouvait se mêler directement aux colonnes, en revêtant des uniformes ennemis. Popski maîtrisait la langue allemande et se chargeait des palabres. Il reçut même des félicitations pour la discipline de ses hommes qui supportaient tout avec un imperturbable sang-froid et en silence.
Toujours en avant de la VIIIe armée, les informations obtenues par la P.P.A. furent décisives lors de la bataille de Mareth.

## Italie
En Sicile, l'Armée Privée de Popski est considérablement renforcée : elle compte désormais deux cents hommes, des camions et canons anti-chars. Popski adapte sa méthode pour tenir compte d'un relief limitant les possibilités de mouvement.
Dans la péninsule, avec l'aide des partisans italiens, la P.P.A. attaque, loin de ses bases, les colonnes blindées, tout en continuant son harcèlement, sabotage et guérilla.

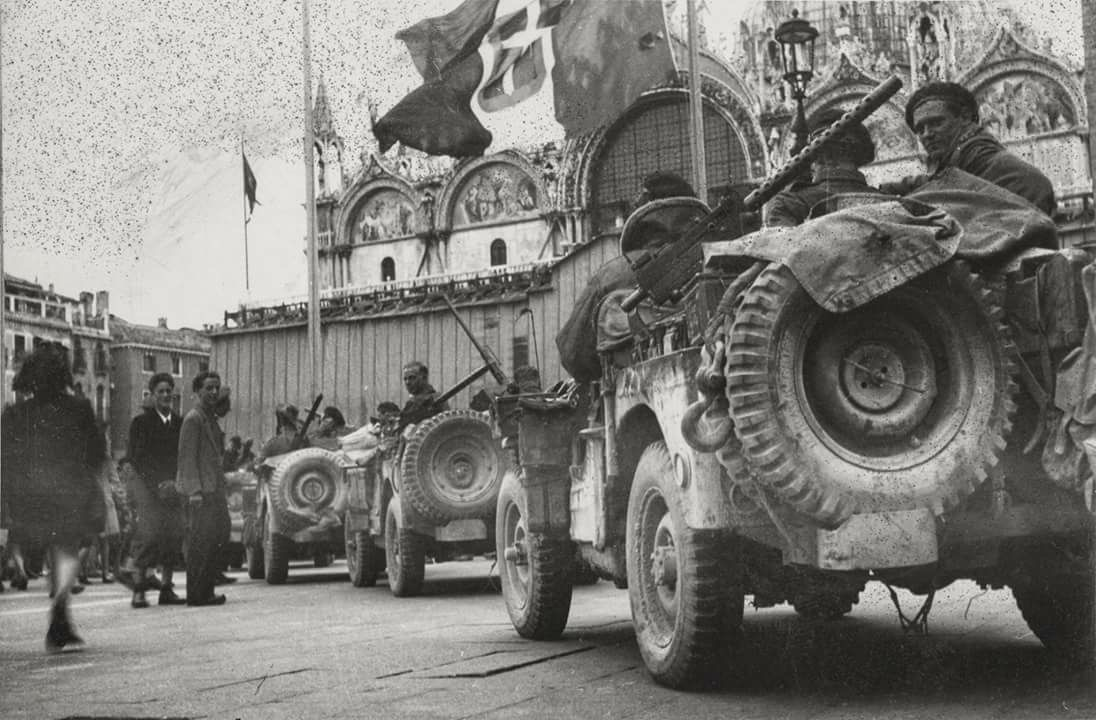
Les Jeeps de la PPA défilant sur la place St Marc de Venise en 1945.

À la fin de la guerre, la P.P.A. fut la seule unité motorisée défilant sur la place St Marc de Venise : Popski fit monter ses jeeps dans trois barges de débarquement à Chioggia, qu’il fit amarrer au quai du canal San Marco, puis débarquer et défiler autour de la place. Après 7 tours de la place, les jeeps rembarquèrent et repartirent par où elles étaient venues.

## Bilan
Le maréchal Montgomery estimait l'action de la P.P.A. si importante qu'il avait décidé qu'il serait le seul à lui donner des ordres. La P.P.A. relevait directement de lui.
Les Allemands durent déployer des moyens considérables pour sécuriser leurs arrières. Le Q.G. de Kesselring qualifiait la P.P.A. de "division P.P.A. britannique", alors qu'il n'y avait que deux cents hommes.
En trois ans d'opérations, l'unité compta dix morts, seize blessés et un prisonnier (qui s'évada peu après). Popski fut lui-même blessé lors d'un combat près de Ravenne et fut amputé de la main gauche.